# Tryonia brevissima
Tryonia brevissima är en snäckart som först beskrevs av Henry Augustus Pilsbry 1890.  Tryonia brevissima ingår i släktet Tryonia och familjen tusensnäckor. Inga underarter finns listade i Catalogue of Life.